# Paco de Lucía
Paco de Lucía, nome artístico de Francisco Gustavo Sánchez Gomes (Algeciras, 21 de dezembro de 1947 — Cancún, 25 de fevereiro de 2014), foi um guitarrista espanhol de flamenco reconhecido internacionalmente. Fez carreira como compositor, produtor e guitarista.
Em 2004, foi distinguido com o Prémio Príncipe das Astúrias, como "um músico que transcendeu fronteiras e estilos".
As suas principais influências, para além do seu pai, foram os guitarristas de flamenco Nino Ricardo, Miguel Borrull, Mario Escudero e Sabicas.
Em 20 de novembro de 2014, a viúva de Paco recebeu o prêmio póstumo do marido junto aos dois filhos do casal em Las Vegas, nos Estados Unidos, na 15ª edição do Grammy Latino. O prêmio foi de melhor álbum do ano por seu disco "Canción Andaluza".

## Biografia
Paco era o mais novo de cinco irmãos, filhos do também violonista de flamenco Antonio Sánchez, com quem primeiro aprendeu a tocar violão. Tem ascendência portuguesa por parte de mãe.
Os seus irmãos Pepe de Lucía e Ramón de Algeciras também são músicos de flamenco; Pepe é cantor e Ramón é, também, violonista.
Em Algeciras, e de uma forma geral na maior parte da Andaluzia, é costume os rapazes adotarem o nome da mãe por forma a serem corretamente identificados, por exemplo, "Paco de (la) Carmen," ou "Paco de (la) María". Deste modo, o seu nome artístico foi adotado em honra de sua mãe Lúcia Gomes, portuguesa e nascida em Castro Marim.
Em 1958, com apenas onze anos, fez a sua primeira aparição pública na Rádio Algeciras e, no ano seguinte, recebeu um prémio especial numa competição de flamenco em Jerez de la Frontera, acompanhado pelo seu irmão Pepe num duo que se chamava Los chiquitos de Algecira. Como consequência desse êxito, entrou para a trupe de José Greco em 1961, com o qual realizou uma digressão. Entre 1968 e 1977, participou de uma frutuosa colaboração com Camarón de la Isla, outro músico inovador do novo flamenco; juntos, gravaram nove álbuns.
Em 1981, edita o álbum Castro Marín em memória da terra que viu a sua mãe nascer.
Em 1991, gravou o Concierto de Aranjuez, de Joaquin Rodrigo, com a Orquestra de Cadaques. O autor, presente nas gravações, teria dito que nunca ninguém tinha tocado a sua peça com tanta paixão e intensidade como Paco de Lucía.
Faleceu em 25 de fevereiro de 2014 no México, onde passava férias.

## Al Di Meola & John McLaughlin
Realizou várias digressões e gravou com Al Di Meola e John McLaughlin os álbuns:
- Friday Night in San Francisco (1981)
- Passion, Grace and Fire (1983)
- The Guitar Trio (1996)

## Paco de Lucía sextet
Criou o grupo Paco de Lucía sextet, que incluía os seus irmãos Ramón e Pepe, e era composto por:
- Paco de Lucía, guitarra
- Pepe de Lucía, vocal
- Jorge Pardo, flauta
- Carles Benavent, baixo
- Rubem Dantas, percussão
- Ramón de Algeciras, guitarra e que gravaram os álbuns:

A formação deste grupo viria a sofrer alterações. Manuel Soler, Duquende, José María Banderas e Joaquín Grilo foram outros músicos que tocam no grupo.
Editou muitos álbuns, tanto de flamenco como de guitarra clássica. Através da sua vasta discografia, mostrou uma nova forma de perceber o flamenco e lançou a sua música e o seu instrumento para um nível comparável ao dos modernos músicos do jazz.

## Discografia
- Dos guitarras flamencas (1965) com Ricardo Modrego
- 12 canciones de García Lorca para guitarra (1965) com Ricardo Modrego
- Dos guitarras flamencas en América Latina (1967) com Ramón de Algeciras
- La fabulosa guitarra de Paco de Lucía (1967)
- Hispanoamérica (1969)
- Fantasía flamenca de Paco de Lucía (1969)
- Recital de guitarra (1971)
- El duende flamenco de Paco de Lucía (1972)
- Fuente y caudal (1973)
- En vivo cesde el Teatro Real (1975)
- Almoraima (1976)
- Interpreta a Manuel de Falla (1978)
- Castro Marín (1981)
- Friday Night in San Francisco (1981) com Al Di Meola e John McLaughlin
- Sólo quiero caminar (1981) The Paco de Lucía Sextet
- Passion, Grace and Fire (1983) com Al Di Meola e John McLaughlin
- Live... One Summer Night (1984) The Paco de Lucía Sextet
- Siroco (1987)
- Zyryab (1990)
- Concierto de Aranjuez (1991)
- Live in América (1993) The Paco de Lucía Sextet
- The Guitar Trio (1996) com Al Di Meola e John McLaughlin
- Luzia (1998)
- Cositas buenas (2004)

## Bandas sonoras
Paco de Lucía compôs as bandas sonoras dos filmes:
- "La Sabina" de José Luis Borau
- "The Hit" de Stephen Frears
- "Carmen" de Carlos Saura
- "Montoyas y Tarantos" de Vicente Escrivá
- "Sevillanas" de Carlos Saura
- "Vicky Cristina Barcelona" de Woody Allen
- Kill Bill Vol. 1 (música "Malagueña Salerosa)
- "Manôushe" (A gypsy love story) de Luiz Begazo

## Filmografia
No ano de 1983, participou como ele mesmo no filme "Carmen" de Carlos Saura , onde é o músico que toca nas apresentações no palco do filme.

## Prémios
- Prémio especial do júri do Concurso Internacional de Flamenco de Jerez de la Frontera (1959)
- Prémio Príncipe das Astúrias na categoria de arte (2004)

## Em Portugal
Paco de Lucía apresentou-se em Portugal por quatro vezes, em 1983, 1990, 2004, ( 'Cositas Buenas', em três espectáculos: 10 de Setembro (Coliseu de Lisboa), 11 (Casino da Figueira da Foz) e 12 (Coliseu do Porto) e 2007. A última vez que Paco De Lucía esteve em Portugal foi a 29 de Novembro de 2007, num concerto no Campo Pequeno, em Lisboa, num espetáculo em que apresentou temas do álbum "Cositas Buenas".